# Shūkan Young Jump
Shūkan Young Jump (jap. 週刊ヤングジャンプ, Shūkan Yangu Jampu) ist ein japanisches Manga-Magazin, das sich an ein junges männliches Publikum richtet und daher zur Seinen-Kategorie gezählt wird. Es erscheint seit 1979 wöchentlich beim Verlag Shūeisha und entstand als Schwestermagazin des älteren, an männliche Jugendliche gerichteten Magazins Weekly Shōnen Jump. Der Sitz der Redaktion ist in Tokio. Kernzielgruppe des Magazins sind ältere Schüler, Studenten und Auszubildende.
Weitere Schwestermagazine sind Ultra Jump, Grand Jump und Jump X. Als Sonderausgaben erscheint monatlich seit 2013 das Miracle Jump, das vor allem Kurzgeschichten und Nebenhandlungen zu den Serien des Hauptmagazins, aber auch ein paar eigene Serien enthält, sowie unregelmäßig Aoharu.

## Serien (Auswahl)
- 81diver von Yokusaru Shibata
- All You Need Is Kill von Ryōsuke Takeuchi und Takeshi Obata
- B-gata H-kei von Yōko Sanri
- Boku no Marī von Sakura Takeuchi
- Boy’s Abyss von Ryō Minenami
- Brynhildr in the Darkness von Lynn Okamoto
- Captain Tsubasa – Road to 2002 von Yōichi Takahashi
- Colorful von Torajirō Kishi
- Elfen Lied von Lynn Okamoto
- Gantz von Hiroya Oku
- Golden Kamuy von Satoru Noda
- Hamatora von Yukinori Kitajima und Yūki Kodama
- Hen von Hiroya Oku
- Hotman von Shō Kitagawa
- Innocent von Shin’ichi Sakamoto
- Inubaka von Yukiya Sakuragi
- Kaguya-sama: Love is War von Aka Akasaka
- Karē naru Shokutaku von Kazuki Funatsu
- Kaze ga Tsuyoku Fuiteiru von Sorata Unno
- Keppeki Danshi! Aoyama-kun von Taku Sakamoto
- Kingdom von Yasuhisa Hara
- Kokō no Hito von Shinichi Sakamoto und Yoshirō Nabeda
- Kōkō Tekken-den Tough von Tetsuya Saruwatari
- Kubo Won’t Let Me Be Invisible von Nene Yukimori
- Kujaku Ō von Makoto Ogino
- Liar Game von Shinobu Kaitani
- Mad Bull 34 von Kazuo Koike und Noriyoshi Inoue
- Minamoto Monogatari – 14 Wege der Versuchung von Minori Inaba
- Minna Agechau von Hikaru Yuzuki
- MoMo -the blood taker- von Akira Sugito
- Nozomi Witches von Toshio Nobe
- Oku-sama wa Joshi Kōsei von Oku-sama wa Joshi Kōsei
- Real von Takehiko Inoue
- Rozen Maiden von Peach-Pit
- Salaryman Kintaro von Hiroshi Motomiya
- Samurai Gun von Kazuhiro Kumagai
- Shadows House von So-ma-to
- Terra Formars von Yū Sasuga und Ken’ichi Tachibana
- Tokyo Ghoul von Sui Ishida
- Usogui von Toshio Sako
- Zetman von Masakazu Katsura
- Kimi no Koto ga Dai Dai Dai Dai Daisuki na 100-nin no Kanojo von Rikito Nakamura und Yukiko Nozawa